# Betsham
Betsham est un village du Kent, un comté du sud-est de l’Angleterre.